# Vršovice (kraj morawsko-śląski)
Vršovice (niem. Wrschowitz) – gmina w Czechach, w powiecie Opawa, w kraju morawsko-śląskim. Według danych z dnia 1 stycznia 2012 liczyła 499 mieszkańców. Zabudowa wsi w dużej mierze zrośnięta z miejscowością Raduň.
Miejscowość po raz pierwszy wzmiankowano w 1288 roku jako de Virsovic, w dobie wyodrębniania się księstwa opawskiego z Margrabstwa Moraw. Nazwa patronimiczna od imienia Vrš, w przeciwieństwie do niedalekiej polsko-śląskiej miejscowości Warszowice wymawiana wcześniej była jako Wirszowice, a ludowa etymologia wywodzona jest od słowa vrch (wyrch, w sensie wieś na górze), jako że miejscowość leży w pagórkowatym terenie.
W spisie ludności 2011 6,06% mieszkańców zadeklarowało narodowość śląską, najwyższy odsetek tej narodowości w Republice Czeskiej.